# E.P.G. V 30
Die E.P.G. V 30 war eine schmalspurige Diesellokomotive, die von der Lokomotivfabrik Jung für die Kreisbahn Emden–Pewsum–Greetsiel gebaut wurde. Dort sollte sie Dampflokomotiven im Güter- und Personenverkehr ablösen.
Von der Konstruktion her ist sie von der DB-Baureihe V 29 abgeleitet. Die Maschine ist heute nicht mehr vorhanden.

## Geschichte
Drei Jahre nach Ablieferung der DB-Baureihe V 29 baute Jung für die Kreisbahn Emden–Pewsum–Greetsiel eine ähnliche Lokomotive mit der Firmenbezeichnung Jung LC 29 B+B.
Da ähnliche Aufträge für Indien, Südafrika und Südamerika anstanden, entstand eine Vergleichslokomotive, die gegenüber der V 29 einige Änderungen hatte. Sie wurde mit einem Rangiergang für den Güterzugbetrieb und einem Streckengang für den Personenzugbetrieb ausgerüstet.
Für die neue Diesellok wurde in Emden ein eigener Schuppen gebaut. Die Lokomotive trug intern den Beinamen Ostfriesen-V 29. Nach ihrem Bau stellte Jung bis auf einige Nachbestellungen für das Ausland keine weiteren Lokomotiven in der Gelenklok-Ausführung her.

## Technik
Für die geforderte Geschwindigkeit von 55 km/h war der Kettenantrieb nicht betriebssicher, sodass die Lokomotive mit Gelenkwellenantrieb ausgerüstet wurde. Dazu besaß sie vor dem Strömungsgetriebe ein Vorschaltgetriebe zum Wählen von Rangier- oder Streckengang.
Die Antriebsmotoren waren luftgekühlt wie bei der V 29. Ferner war sie mit einer kombinierten Kupplung für Schmalspurbahnen und einer Zug- und Stoßeinrichtung der Regelbauart ausgestattet, um Normalspurwagen im Rollbockbetrieb direkt gekuppelt befördern zu können.

## Galerie
Bauartähnliche Fahrzeuge:

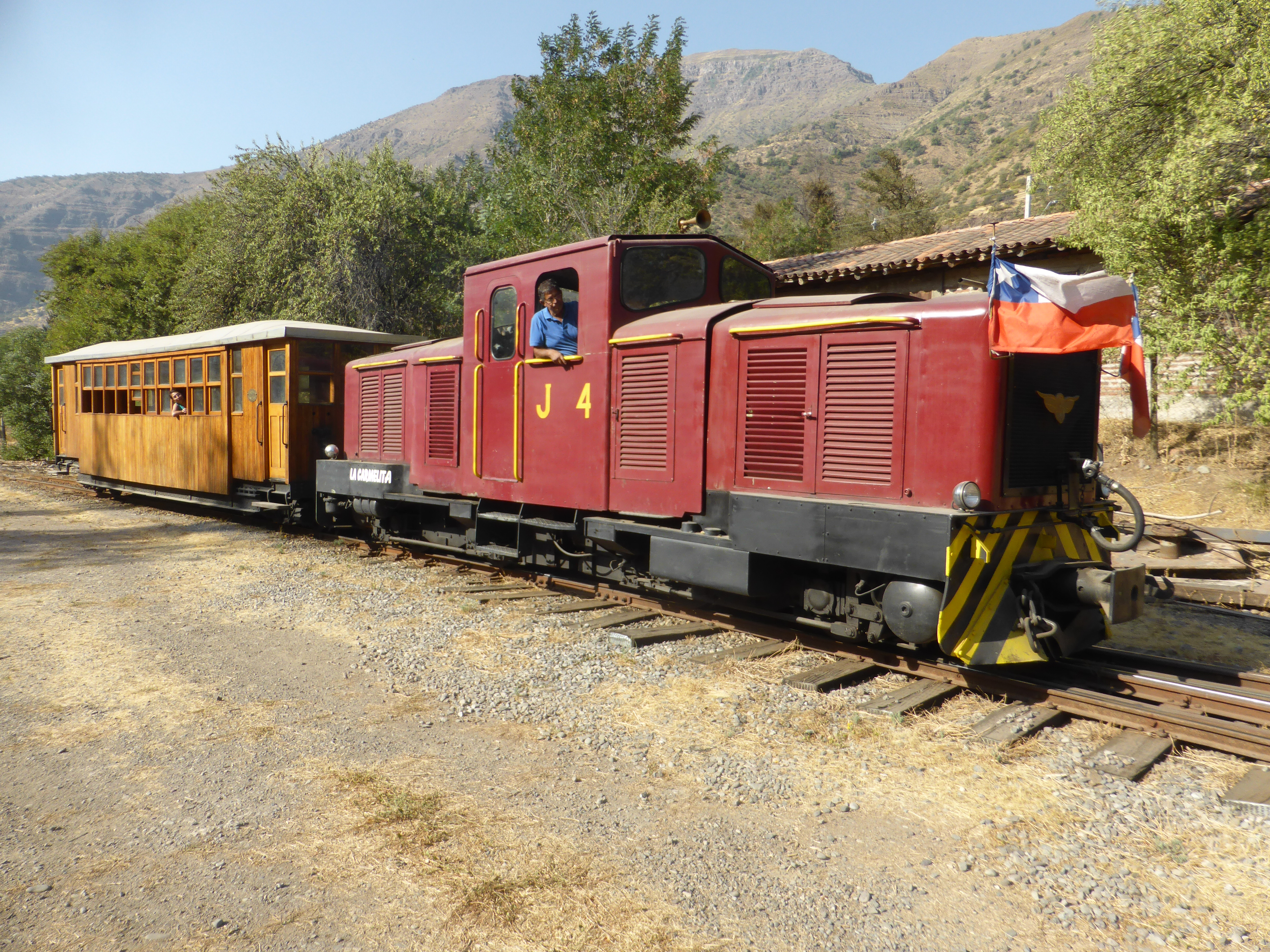
2016 noch vorhandene Lokomotive ähnlicher Bauart in Chile
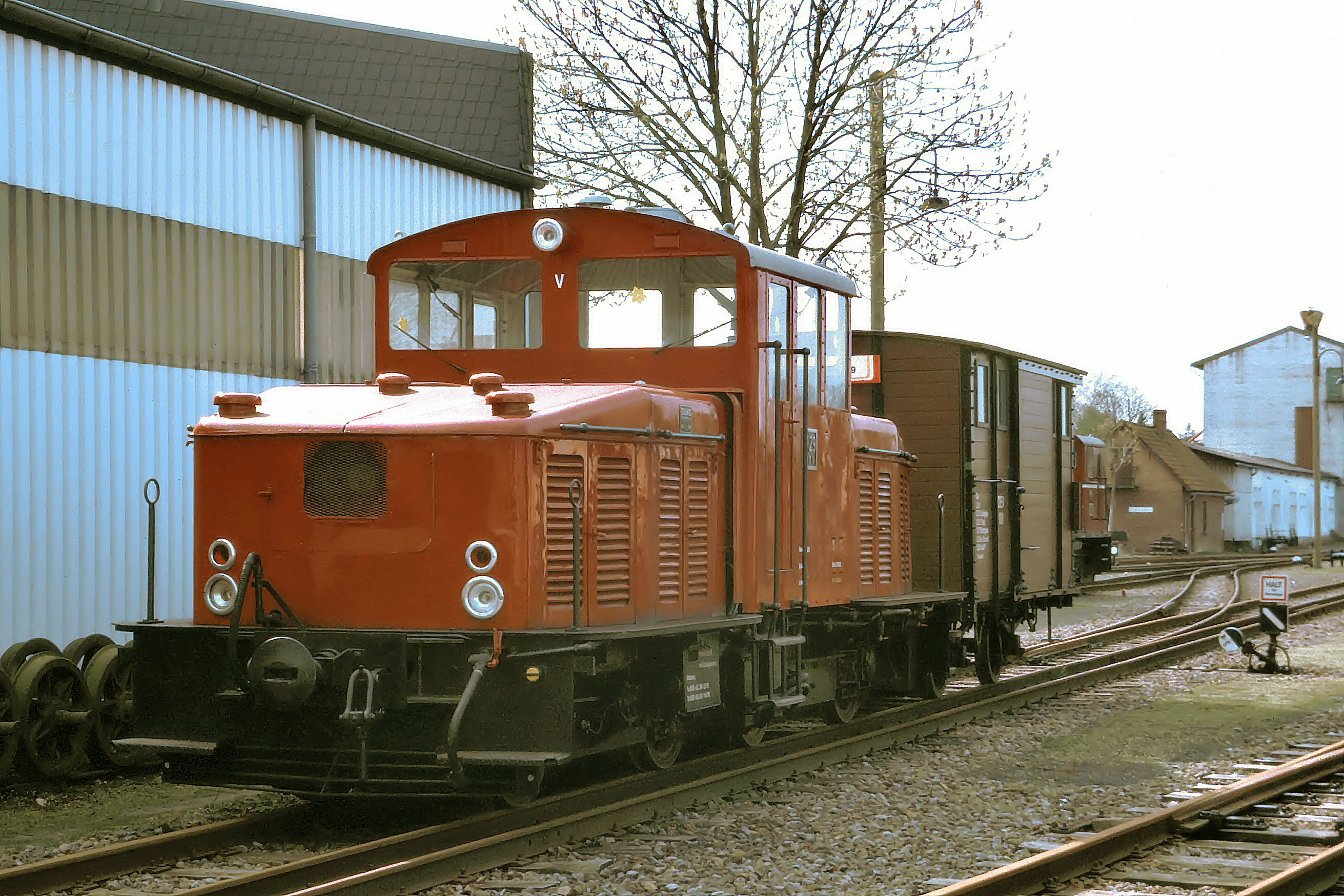
DB-Baureihe V 29

## Einsatz

### Kreisbahn Emden–Pewsum–Greetsiel E.P.G. V 30
Nach Probefahrten wurde die Lokomotive bei der Kreisbahn Emden–Pewsum–Greetsiel Anfang 1957 abgenommen. Sie blieb hier bis zur Betriebseinstellung 1963.

### Kreisbahn Osterode-Kreiensen Krb.O.K. 12
Danach wurde die Lokomotive auf eine Spurweite von 750 mm umgebaut und auf der Kreisbahn Osterode-Kreiensen bis zu deren Einstellung 1967 eingesetzt. Für die Lokomotive fand sich kein neues Aufgabengebiet, sie wurde 1968 abgestellt und 1971 verschrottet.